# محمود عبد العزيز (مغني)
محمود عبد العزيز محمد علي بن عون (16 أكتوبر 1967 - 17 يناير 2013) هو مغني سوداني ولد في الخرطوم.

## حياته
نشأ محمود عبد العزيز في حي المزاد بمدينة الخرطوم بحري، ضمن أسرة بسيطة تربّى في كنف جده الحاج محمد طاهر وجدته الحاجة نفيسة، إلى جانب والديه الحاج عبد العزيز والحاجة فايزة. منذ طفولته، أبدى ميولًا فنية مبكرة، حيث كان يصنع مسرحًا من مقاعد المنزل ليؤدي عليه عروضًا تمثيلية مع أقرانه.
التحق بروضة "الحرية" في الحي عام 1974، ثم بمدرسة الحرية الابتدائية، حيث بدأت ملامح موهبته التمثيلية بالظهور. شارك في برنامج الأطفال بالتلفزيون، وهناك التقى بعدد من الفنانين أبرزهم يوسف عبد القادر وعفاف حسن أحمد، ولاحظه الممثل محمد شريف الذي أثنى على أدائه. شارك لاحقًا في مسرحية "أمي العزيزة".
في عام 1975، نال تكريمًا من الرئيس السوداني الأسبق المشير جعفر النميري خلال حفل للكشافة البحرية، حيث قلّده وشاحًا تقديرًا لموهبته الفنية.
بدأ مشواره الفني رسميًا عام 1987 من خلال مركز شباب بحري، وانطلق في مسيرة فنية امتدت لأكثر من 25 عامًا، قدّم خلالها عددًا كبيرًا من الألبومات الناجحة، منها: سَكّت الرباب، نور العيون، ما تشيلي هم، برتاح ليك، شايل جراح، ساب البلد، اكتبي لي، الحنين، وخوف الوجع، وغيرها من الأعمال التي رسّخت مكانته في الساحة الفنية السودانية.

## بداياته الفنية

### الطفولة والبدايات الفنية المبكرة

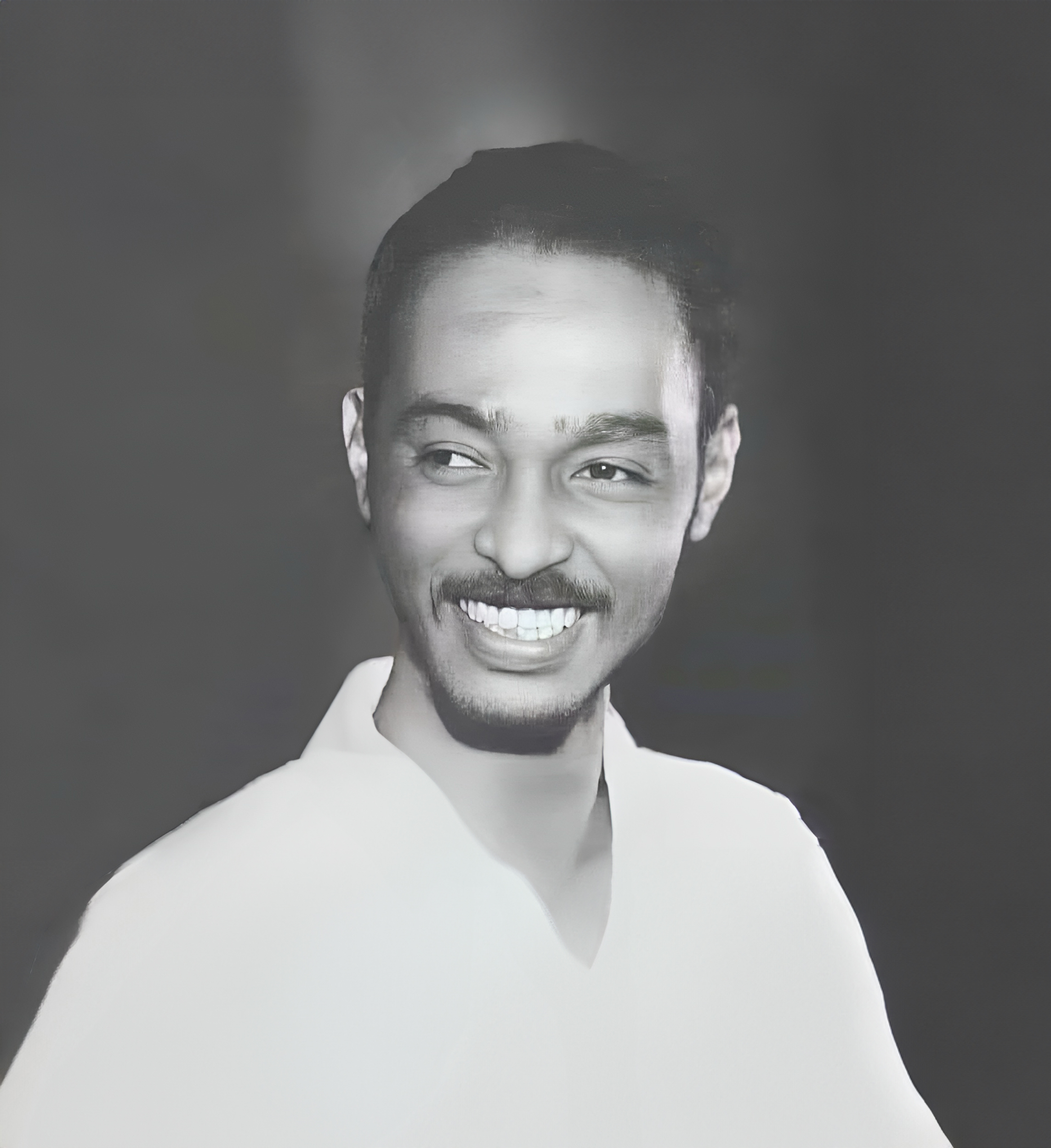
الفنان السوداني محمود عبد العزيز محمد علي، المعروف أيضًا بـ"الحوت"

بدأ محمود عبد العزيز رحلته مع الموسيقى وهو طفل لم يتجاوز التاسعة من عمره، حيث كان يتغنى بأغاني كبار الفنانين السودانيين مثل نجم الدين الفاضل وحمد الريح وأحمد المصطفى، مما أظهر موهبته الفطرية في الغناء منذ الصغر.
أول ظهور له على المسرح كان في احتفال "المجلس الريفي" (معتمدية بحري حالياً)، حيث وقف أمام الجمهور لأول مرة وهو يغني مع آلة الرق وكورس، فلفت الأنظار إليه بقوة صوته وطريقة أدائه، وصفق له الجمهور طويلاً، وحصل على جائزة السيد المحافظ التي تضمنت مجموعة من الدفاتر والأقلام والزي المدرسي ومبلغاً مالياً، وهو ما شجعه على مواصلة مشواره الفني.

### المشاركات الرسمية الأولى والتحاقه بالمدارس والمسرح
في أواخر عام 1975، شارك محمود في حفل الكشافة البحرية الذي حضره رئيس جمهورية السودان آنذاك المشير جعفر نميري، والذي أعجب بصوته وأدائه فقلده وشاح الكشاف الأصغر تقديراً لموهبته.
بعد ذلك، التحق بالمدرسة الإنجيلية المصرية في الخرطوم، حيث واصل نشاطه الفني داخل وخارج المدرسة، وبدأ يكتسب خبرة في التعامل مع الجمهور وتقديم أغانيه في مختلف المناسبات.
وفي مرحلة لاحقة، انتقل إلى قصر الشباب والأطفال بأمدرمان في قسم الدراما، وانضم إلى الدفعة الثامنة التي ضمت نخبة من المواهب مثل مجدي النور، وهناك تعلم فنون التمثيل والمسرح، وشارك في أعمال مسرحية متنوعة، واكتسب مهارات جديدة في التعامل مع النصوص والجمهور، مما ساعده على تطوير شخصيته الفنية.

### اتخاذ القرار الفني والانطلاقة من مركز شباب بحري
بعد سنوات من التجربة في المسرح والمدرسة، قرر محمود عبد العزيز أن يصبح فناناً محترفاً، وأن ينقل إحساسه وإبداعه من خلال الفن. بدأ انطلاقته الفعلية من مركز شباب بحري، حيث وجد مساحة واسعة للتعبير عن موهبته.
في عام 1987، التحق بمركز شباب الخرطوم بحري، والتقى هناك بمجموعة من العازفين والفنانين الذين أصبحوا رفقاء دربه، مثل عبد الله كدفاني، عبد الواحد البدوي، إبراهيم أبو عزبة، صديق أحمد، الشيخ صلاح بن البادية، حسن بن البادية، والدكتور مهدي مصطفى الحميدي عازف الترابة.
كان من حسن حظه أن استمع إليه الفنان صلاح بن البادية، الذي أعجب بصوته وقدم له النصح والإرشاد والرعاية، وأصبح له دور كبير في دعمه وتوجيهه الفني.

### نضوج الموهبة وتكوين فرقة النورس
في هذه المرحلة، بدأت موهبة محمود عبد العزيز في النضوج، حيث تعاون مع مجموعة من العازفين الموهوبين الذين تعاملوا مع الموسيقى باحترافية كبيرة، مثل عازفي الكمان عبد الله كدفاني وإسماعيل عبد الجبار، وعازف الإيقاع إبراهيم أبو عزبة، وعازف الجيتار الشيخ صلاح، وعازف الكورديون سعد، وعازف الكورديون علي عبد الوهاب، وعازف الترابة الدكتور مهدي الحميدي.
هذه المجموعة كونت فيما بعد فرقة النورس، التي ساعدت محمود على تقديم أعماله بأسلوب جديد ومتميز، وساهمت في انتشاره بشكل واسع في فترة قصيرة.
كان محمود يستمع لآراء رفقائه ويأخذ بنصائحهم، مما جعل أعماله تبشر بالخير وتستقطب جمهوراً كبيراً، وتهيئ له الانطلاقة الكبرى في عالم الفن.

### الانتشار والصعوبات والهجرة إلى الأبيض
في الفترة من مايو 1988 حتى عام 1994، كان محمود يغني في الحفلات العامة، ويقدم أعماله في مختلف المناسبات، مما ساعده على الانتشار وتوسيع قاعدة جمهوره.
لكنه واجه صعوبات كبيرة في بداية مشواره، خاصة في مركز شباب بحري، حيث كانت كلماته وأسلوب غنائه مدرسة جديدة لم يعتد عليها الجمهور، كما أن أبواب اتحاد الفنانين أغلقت في وجهه، مما جعله يقرر الهجرة إلى مدينة الأبيض في كردفان.
في الأبيض، وجد محمود الترحيب والدعم من فرقة فنون كردفان، وتبناه الأساتذة مثل يوسف القديل والكردفاني، وبدأت مسيرته الفعلية من هناك، حيث شارك في ليالي الأعراس والمناسبات، وبدأت شهرته تنتشر في المنطقة قبل أن يصدر ألبومه الأول "خلي بالك".

## الإنتاج الفني

### البدايات والانطلاقة (1994 – 1996)
بدأ محمود عبد العزيز مشواره الفني مع شركة حصاد التي أصدرت له عام 1994 ألبوم "خلي بالك"، واحتوى على خمسة أعمال خاصة من بينها "خلي بالك" و"مسافتك" و"لما ردتك" و"قربك" و"كل ما سألت عليك"، حيث تعاون مع شعراء وملحنين بارزين مثل يس أمير، عز الدين هلالي، مدني النخلي، وبهاء الدين هاش.

في عام 1995، واصل نجاحه مع ألبوم "سكت الرباب" الذي سجله في روسيا بمشاركة فرقة روسية أبدت إعجابها بصوته واعتبرته من الأصوات النادرة عالمياً. ضم الألبوم ستة أعمال، منها أربعة خاصة مثل "بسأل عليك" و"سكت الرباب"، وعملين مسموعين من التراث السوداني مثل "حبيبي فاكرك معايا" و"خلي العيش حر أم".

ألبوم يا مفرحة (1997)

في نفس العام، أصدر ألبوم "يا عمر" الذي احتوى على خمسة أعمال خاصة مثل "الحبيب مالو ما جاء" و"حبك يا جميل" و"غدر الزمن" و"بعد الفراق" و"يا عمر جاهل وديع مغرور"، بالإضافة إلى أغنيتين مسموعتين من التراث.
عام 1996 كان حافلاً، حيث أصدر ألبوم "سيب عنادك" الذي تميز بتنوع الألحان والأداء الموسيقي العالي، واحتوى على ثماني أعمال خاصة منها "لقيتك" و"ليها" و"منو القاليك" و"سيب عنادك". كما شارك مع الفنانة حنان بلوبلو في ألبوم "جواب للبلد" الذي ضم سبعة أعمال بينها "جواب للبلد" و"السفر"، إلى جانب أغاني تراثية مثل "غصن الرياض" و"هات لينا صباح".
وفي نفس العام، أطلق ألبوم "سبب الريد" الذي احتوى على سبع أغاني منها خمس أعمال خاصة مثل "ست اللهيج السكري" و"صرف النظر" و"سبب الريد"، بالإضافة إلى أغنيتين مسموعتين هما "مع السلامة" و"هجد الأنام".

### الانتشار والتنوع الغنائي (1997 – 1999)
في عام 1997، أصدر ألبوم "يا مدهشة" الذي جمع بين ثلاثة أعمال خاصة مثل "يا مدهشة" و"سبب الأذى" و"ظالمني شوف"، وأغنية تراثية راقصة "العجب حبيبي" أضاف إليها لمسة موسيقية جديدة، وثلاث أغاني مسموعة من التراث مثل "رغم بعدي" و"مفارق كيف" و"عيني ما تبكي".
كما أصدر في نفس العام ألبوم "يا مفرحة" الذي ضم ستة أعمال منها "الودعوا ارتحلوا" و"يا مفرحة" كأعمال خاصة، وأغانٍ مسموعة مثل "أفكر فيه واتأمل" و"عقلي انشغل" و"الماضي" و"حبيبي فؤادي".
وأكمل عام 1997 بألبوم "في بالي" الذي احتوى على تسعة أعمال، أربعة منها خاصة مثل "نريدة" و"بقيت ما زي زمان" و"الحبيب" و"سمحة الصدف"، وخمسة مسموعة من التراث مثل "قالوا لي سرو" و"يا سميري" و"بعيد الدار" و"المدفع الرزام".
في عام 1998، أطلق ألبوم "لهيب الشوق" الذي أثار ضجة واسعة، وضم ثماني أغاني منها ثلاث خاصة هي "سلامتك" و"سيدا" و"لهيب الشوق"، وخمس أغاني مسموعة من التراث مثل "نور بيتنا" و"حماماتان" و"ليالي الخير" و"غنيت ليك" و"اللالاية".
عام 1999 شهد إصدار ألبوم "زمني الخاين" بمشاركة الفنان جمال فرفور، واحتوى على أربعة أغاني خاصة لمحمود منها "زمني الخاين" و"ظالمني شوف" و"ود البجرد الألفية" و"السكرية". كما أصدر ألبوم "الحجل بالرجل" الذي احتوى على ستة أعمال من درر الحقيبة السودانية مثل "يا روحي" و"مساء الخير" و"الحجل بالرجل" و"ناعس الأجفان" و"الأهيف".

### مرحلة النضج والتأثير (2000 – 2003)
في عام 2000، أطلق ألبوم "ما تشيلي هم" الذي ضم ثماني أغاني، منها ثلاث خاصة مثل "معقولة بس" و"ما تشيلي هم" و"الحلم الجميل"، وخمس أغاني مسموعة من التراث مثل "الفات زمان" و"بريدك" و"خاتم المنى" و"عندي كلمة" و"أم كحيل".
كما أصدر ألبوم "على النجيلة" الذي احتوى على سبعة أعمال من درر الحقيبة مثل "على النجيلة" و"يا جميل يا مدلل" و"الزمان زمانك" و"العودة تاني" و"لحظك الجراح" و"ضامر قوامك" و"سألتو عن فؤادي".
في نهاية عام 2000، أصدر ألبوم "نور العيون" الذي أحدث ضجة كبيرة، وضم ثماني أغاني خاصة مثل "زينوبة" و"بنات الحور" و"كبيرا ما بلومكم" و"حظو طيب" و"محبة وريد" و"قلبي ما هو شديد" و"نور العيون" و"تعب الريدة".
عام 2001 شهد إصدار ألبوم "برتاح ليك" الذي احتوى على سبع أغاني خاصة مثل "توأم روح" و"كل ما جيك تايه" و"وعد اللقيا" و"خايفة" و"هي جوبا" و"برتاح ليك" و"الخطوة".
كما أصدر ألبوم "قائد الأسطول" الذي ضم سبع درر من أغاني الحقيبة السودانية، وألبوم "عاش من شافك" الذي احتوى على ثماني أغاني خاصة مثل "تسأل" و"عاش من شافك" و"معرفة" و"قسوة ظروف" و"وداد" و"زي ما بريد ريدي" و"الكان زمان".
في عام 2002، أطلق ألبوم "اكتبي لي" الذي ضم سبع أغاني منها واحدة مسموعة وستة خاصة مثل "اكتبي لي" و"شقاك أزاك" و"قسم منامي" و"قنوعة" و"ما تبكي يا عيوني" و"بحسك". كما أصدر ألبوم "عامل كيف" الذي ضم ثماني أغاني خاصة مثل "طروني ليك" و"دمعي جاري" و"أمي" و"دروب الشوق" و"كتر في المحبة" و"عامل كيف" و"البي ما حاسي".
وفي نهاية 2002، أصدر ألبوم "شايل جراح" الذي احتوى على ثماني أغاني، أربع منها خاصة مثل "شايل جراح" و"حب غيرو" و"غلبنا الهوى" و"أسرني يا مياس"، واثنتان مسموعتان من التراث، وأغنية من برامج الأطفال "دنيتنا الجميلة".
عام 2003 شهد إصدار ألبوم "عدت سنة" الذي ضم سبع أغاني كلها خاصة مثل "عدت سنة" و"قطاري اتأخر" و"فرايحية الشوق غلبنا" و"الله يكون في عونك" و"شمس المزاد" و"كلومنك"، وتميز الألبوم بتجربة موسيقية جديدة في أغنية "كلو منك" بأسلوب الريغي.
كما أصدر ألبوم "القطار المر" الذي احتوى على تسع درر سودانية من التراث مثل "العيون السوداء" و"الألبوم" و"يا رائع" و"العودة تاني" و"ما عتيادي" و"عشقتو من نظرة" و"القطار المر" و"بسامة" و"ليك مدة ما بنت".

### الاستمرارية والتجديد (2004 – 2008)
في عام 2004، أصدر ألبوم "خوف الوجع" الذي احتوى على سبع أغاني خاصة مثل "صمت الشوق" و"شوق العيون" و"ما بتقدري" و"حال الريدة" و"خوف الوجع" و"عشان سمحة" و"ست الفرقان".
عام 2005 شهد إصدار ألبوم "مرت الأيام" الذي ضم سبع جواهر من الأغاني السودانية مثل "الجرح الأبيض" و"الشوق والريد" و"لي زمن بنادي" و"مرت الأيام" و"طار قلبي" و"جاني طيفو طايف" و"صدقني ما بقدر أعيد".
وفي نهاية عام 2005، أصدر ألبوم "ساب البلد" الذي احتوى على سبع أغاني منها أغنيتان مسموعتان "تباريح الهوى" و"سايق دلالو"، وخمس أغاني خاصة مثل "ساب البلد" و"يا نسمة" و"كده برضو" و"مداخل ريدك" و"غزال القوز".
عام 2006 شهد إصدار ألبوم "اتفضلي" الذي ضم ثماني أغاني كلها خاصة مثل "شنو الحاصل" و"لهيجا عسيل" و"مشروق بهمك" و"مفتون بيك" و"جيتا تاني" و"متألقة" و"اتفضلي" و"تبتا منك".
وفي نهاية عام 2007، أصدر ألبوم "الحنين" الذي احتوى على سبع أغاني، ست منها خاصة مثل "الحنين" و"علمتك تمشي من" و"سامع صمتك" و"أحلى سنين"، وأغنية مسموعة واحدة "بعد الغياب".
وفي نهاية عام 2008، أصدر ألبوم "يا زول يا طيب" الذي ضم سبع أغاني منها خمس خاصة مثل "موعدة" و"يا زول يا طيب" و"يا بينية" و"بعد ريدك"، واثنتان مسموعتان من التراث هما "صحورة الذكرى" و"السنين".

### الحصيلة الفنية والإرث
بلغ مجموع أغاني محمود عبد العزيز في ألبوماته الرسمية 205 أغنية، منها 125 أغنية خاصة و74 أغنية مسموعة من التراث السوداني، بالإضافة إلى أربع أغاني تراثية وأغنية للأطفال.
إلى جانب ذلك، قدم العديد من الأغاني الخاصة خارج الألبومات مثل "لو نهديك عيونا" و"جاي ليه" و"على قدر الشوق"، وأغاني درامية مثل "أقمار الضواحي" في مسلسل تلفزيوني، وست أغاني لمسرحية "تاجوج".
تميز محمود عبد العزيز بقدرته على المزج بين الحداثة والتراث، وتقديم أغانيه بأسلوب متجدد، مما جعله أحد رموز الأغنية السودانية الحديثة وأكثر الفنانين تأثيراً في جيله، حيث جمع بين الأصالة والتجديد، وترك إرثاً فنياً ضخماً لا يزال صدى أغانيه يتردد بين الأجيال.

## حياته الخاصة
تزوج محمود عدة مرات وله عدد من الأبناء كان أشهرهم التوأم حاتم وحنين محمود عبد العزيز وذلك لظهورهم الدائم معه في العديد من الحفلات.

## وفاته
توفي في الخميس 17 يناير من عام 2013م عن عمر يناهز 45 عاما بعد صراع مع المرض، في رحلة علاجية إلى العاصمة الأردنية عمان، واستقبل الآلاف جثمان محمود من مطار الخرطوم وسارت جموع المشيعين في مشهد مهيب إلى مقابر الصبابي ببحري.